# Cirrophorus longifurcata
Cirrophorus longifurcata är en ringmaskart som beskrevs av Hartmann-Schröder 1965. Cirrophorus longifurcata ingår i släktet Cirrophorus och familjen Paraonidae. Inga underarter finns listade i Catalogue of Life.